# Leutasch
Leutasch je obec na severu rakouské spolkové země Tyrolska v politickém okrese Innsbruck venkov. Obec se rozkládá v Leutaschském údolí při hranici s německou spolkovou zemí Svobodným státem Bavorsko. Katastrem obce protéká říčka Leutascher Ache.

## Sídelní celky
Obec Leutasch je sice tvořena jen jedním katastrálním územím, na němž se však nachází 26 různě velkých osad: Moos, Obern, Klamm, Plaik, Platzl, Ostbach, Aue, Kirchplatzl, Obere Wiese, Gasse, Lehner, Ahrn, Puitbach, Reindlau, Lochlehn, Unterkirchen, Burggraben, Schanz, Weidach, Föhrenwald, Emmat, Seewald, Neuleutasch, Lehenwald, Boden Niederlög.
Obecní úřad se nachází v osadě Kirchplatzl, v níž se nachází i barokní farní kostel svaté Máří Magdaleny. Turistickým centrem obce je však osada Weidach, v níž se nachází řada hotelů.

## Příroda a zajímavosti
Obec je obklopena mnoha vysokými horami, z nichž některé leží přímo na hranici s Německem. U osady Weidach se nachází zdejší zábavní park i jezero Weidachsee. Na zdejší říčce Leutascher Ache se nachází turisticky atraktivní soutěska Leutascher Geisterklamm, která svojí nejsevernější částí zasahuje do sousedního Bavorska.

## Galerie

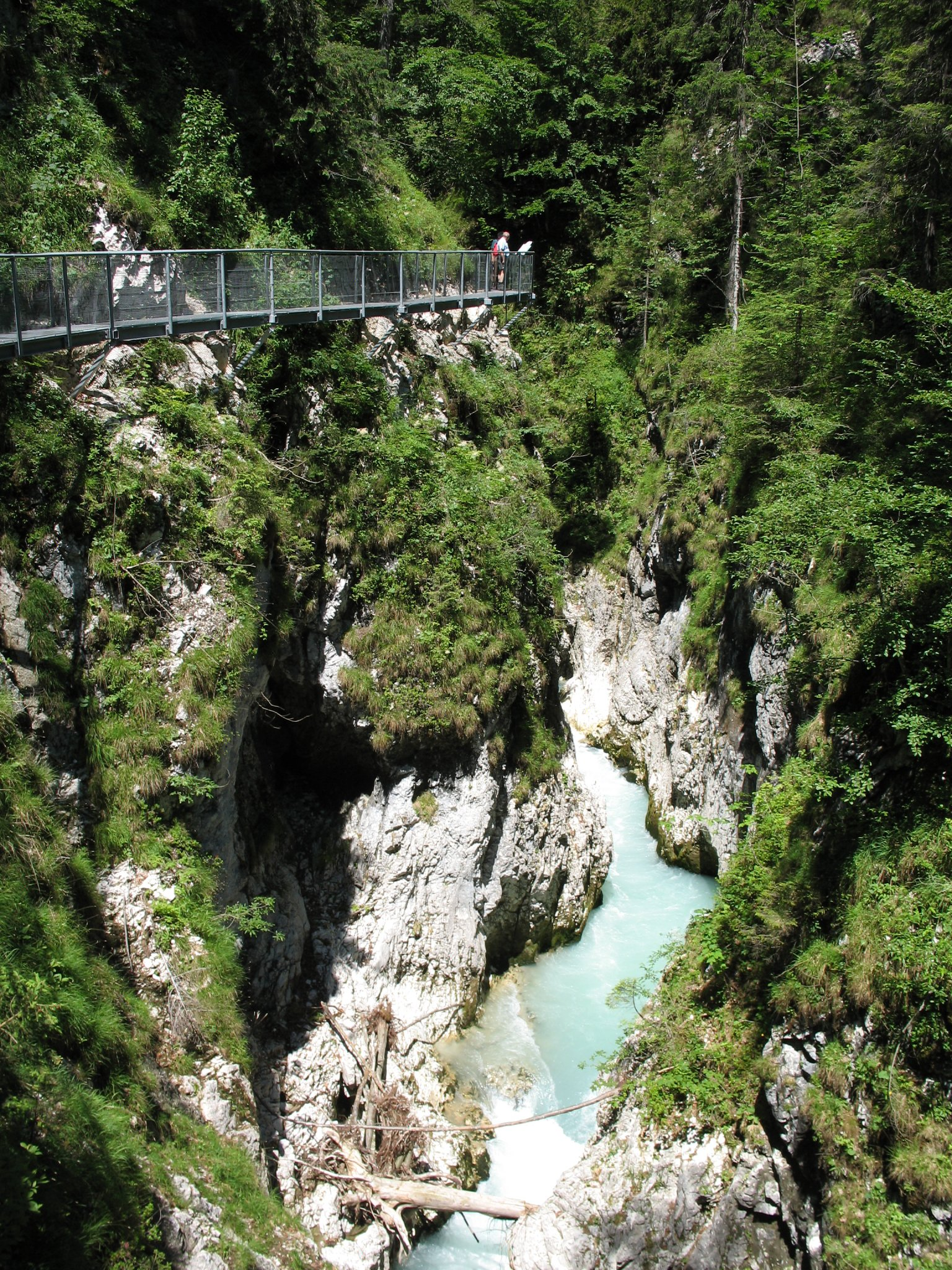
Soutěska Leutascher Geisterklamm
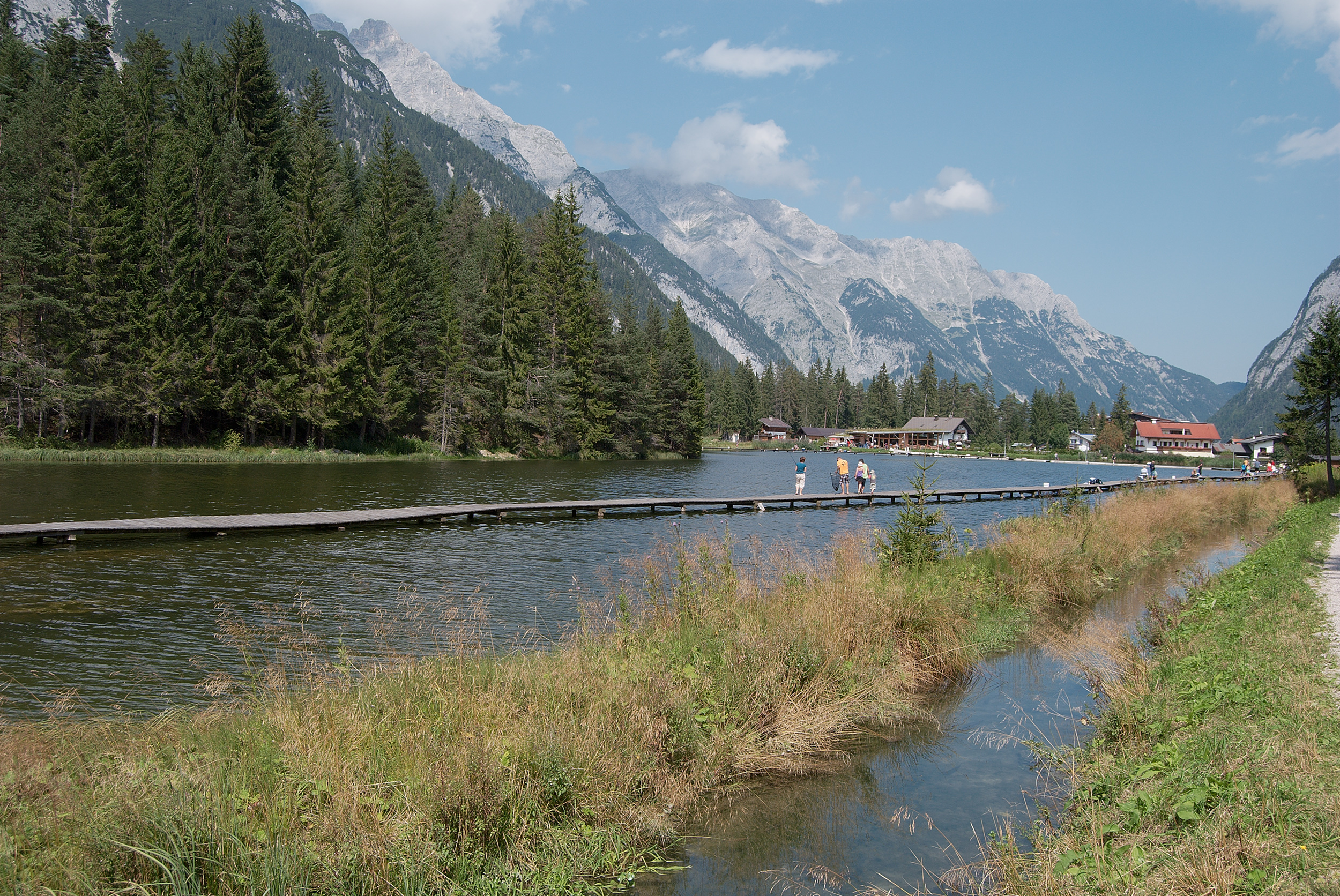
Jezero Weidachsee